# 長江縣 (懷化郡)
長江縣是西魏懷化郡所屬的一個縣，舊名巴興縣。舊治靈鷲山，上元二年，移治白桃川也。有鹽。有廣山。宋代屬遂寧府。元至元十九年，併入蓬溪。有明月山、鳳凰川、涪江、賈島墓